# Жувела, Марко
Марко Жувела (хорв. Marko Žuvela; род. 2001, Дубровник) — хорватский ватерполист, игрок клуба «Юг Дубровник» сборной Хорватии. Серебряный призёр летних Олимпийских игр 2024 года, чемпион мира 2024 года и чемпион Европы 2022 года.

## Карьера
Марко Жувела играет за хорватский ватерпольный клуб «Юг Дубровник». С 2018 года с этой командой он четырежды становлся чемпионом Хорватии.
С 2022 года Марко играет в национальной сборной Хорватии.
В 2022 году хорваты на чемпионате Европы в Сплите выиграли у Италии 11-10 в полуфинале и обыграли Венгрию 10-9 в финале, став чемпионами Европы, в составе сборной играл Жувела.
В январе 2024 года на чемпионате Европы, уступив испанцам со счетом 10:11 в финале, Жувела и хорватская сборная завоевали серебряные медали. Месяц спустя на чемпионате мира в Дохе Марко в составе сборной стал чемпионом мира.
На Олимпийских играх 2024 года в Париже хорваты заняли четвертое место в предварительном раунде. В четвертьфинале обыграли испанцев, а в полуфинале — венгров. В финале встретились с Сербией и уступили 11-13. Марко Жувела стал серебряным призёром Олимпийских игр.